# Tadeusz Kokietek
Tadeusz Kokietek (ur. 6 kwietnia 1920 w Łodzi, zm. 9 czerwca 1982, tamże) – polski malarz, rysownik i ilustrator.

## Życiorys
Tadeusz Kokietek był malarzem – samoukiem. Jego obrazy utrzymywane były w stylistyce realizmu. Jeszcze przed II wojną światową utrzymywał się ze sztuki, będąc portrecistą łódzkich fabrykantów, m.in. Geyerów i Grohmanów, a także portretu Aleksego Rżewskiego. Swoje pierwsze sukcesy w malarstwie osiągał w okresie 20-lecia międzywojennego. W 1938 dostał nagrodę Ministerstwa Wyznań i Oświecenia Publicznego za obraz „Bitwa pod Machnówką”, prezentowany w Narodowej Galerii Sztuki Zachęta. Później współpracował z „Expressem Ilustrowanym”, ilustrując cykle popularno-przygodowe np. „Jeździec bez głowy”. Ponadto ilustrował książki, m.in. „Olbrachtowi rycerze”. W 1950 został członkiem i współzałożycielem (wraz z Antonim Wipplem i Jadwigą Przeradzką) Okręgu Łódzkiego Związku Polskich Artystów Plastyków, w którym pełnił funkcję sekretarza zarządu oraz współpracował z oddziałami Desy w Warszawie i Łodzi. Ponadto współpracował z artystami takimi jak: Marian Jaeschke i Konstanty Mackiewicz. Ostatnie indywidualne wystawy dzieł artysty zostały zorganizowane w 1983 przez łódzki oddział Biura Wystaw Artystycznych oraz w 2021 w Galerii Imaginarium w Łódzkim Domu Kultury.

## Malarstwo
Inspiracje Tadeusza Kokietka stanowiła m.in. literatura autorstwa Henryka Sienkiewicza, Jana Chryzostoma Paska, Stefana Żeromskiego, Miguela Cervantesa, a także wydarzenia z polskiej historii, szczególnie od XVII do XIX w. Malował m.in. historyzujące sceny rodzajowe, myśliwskie i batalistyczne, autoportrety, portrety, pejzaże miejskie i wiejskie oraz martwe natury. Używał techniki olejnej, akwarelowej i tuszu. Dzieła Kokietka znajdują się w zbiorach Łódzkiego Urzędu Wojewódzkiego, Muzeum Wojska Polskiego w Warszawie, Muzeum Ziemi Wieluńskiej w Wieluniu, Muzeum Miasta Łodzi oraz kolekcjach prywatnych, m.in. w Polsce, we Francji, Niemczech, Wielkiej Brytanii, Belgii, Stanach Zjednoczonych, Brazylii.

## Wybrane obrazy
Tworzenie Kokietkowi przychodziło z dużą łatwością, a jego prace cieszyły się znaczącym zainteresowaniem wśród kolekcjonerów w związku z czym nie jest znana liczba obrazów artysty.
- Bitwa pod Machnówką (1938),
- Czarniecki pod Warką (1944)[4],
- Po bitwie nad Warką (1948)[5]
- Ogier Oran (1944)[4],
- Lisowszczyk na koniu (1950)[6],
- U wezgłowia ukochanej (1960),
- Walka o sztandar z Kozakiem (1962),
- Don Kichot szalony (1963)[7],
- Dziewczyna na koniu (1963),
- Polowanie na rysia (1965),
- Kirasjer napoleoński (1968)[2],
- Nadanie praw miejskich Łodzi przez Władysława Jagiełłę na zamku w Przedborzu (1973, z okazji 550-lecia nadania praw miejskich Łodzi)[8],
- Luzak (1975),
- Młody ułan (1975),
- Wypas koni (1976),
- Konwój pułkowników (1976)[9],
- Potyczka ze Szwedami (1979)[2][10].

## Odznaczenia
- Złoty Krzyż Zasługi (1976)[11]